# Periodistas de a Pie
Periodistas de a Pie és una organització civil fundada l'any 2007 a fi d'incrementar la qualitat del periodisme d'investigació a Mèxic i impulsar un enfocament social, independent, col·laboratiu i pels drets humans en la informació periodística. Forma part de la Global Investigative Journalism Network, una associació internacional que promou el periodisme d'investigació. Des de l'inici de l'any 2000, almenys 131 periodistes han estat assassinades a Mèxic i 23 més es troben desaparegudes.
| «                  | En les agressions hi ha una diferència brutal. En el cas dels homes, els amenacen i els maten. Però en el cas de les dones, primer t'amenacen amb la família i després utilitzen la violència sexual | » |
| — Daniela Pastrana | |   |

## Història
El punt d'inflexió va ser l'any 2006, quan el govern de l'aleshores president Felipe Calderón va iniciar la coneguda com a «guerra contra el narco», que va desencadenar una onada de violència al país on, des de llavors, més de mig milió de persones han estat assassinades.
El 2007, un grup de periodistes mexicanes van decidir formar una organització civil que treballés el periodisme d'investigació amb una perspectiva des dels drets humans. Una de les cofundadores, Marcela Turati, recorda que el 2006 va començar la idea de crear una organització per ajudar els periodistes mexicans que vivien una situació precària per exercir la seva professió.
El 2010, van començar les seves activitats en la defensa de la llibertat d'expressió i el dret a la informació. Així mateix, van començar a cobrir zones de conflicte armat a Mèxic i els processos de protecció i autocures dels periodistes.
| «                  | Primer va començar a haver-hi atacs a mitjans, sobretot al nord del país, tot i que també al sud, amb incendis o amb granades. Després van començar els atacs als bloguers. I en els últims anys ha fet un gir: han augmentat les demandes contra periodistes. L'únic que ha estat constant han estat els assassinats | » |
| — Daniela Pastrana | |   |

## Forma de treball i organització
Periodistas de a Pie utilitza com a estratègies d'organització les conferències, trobades, tallers i altres activitats amb el propòsit de tenir presència en els mitjans de comunicació i establir llaços solidaris amb altres periodistes.

### Temes d'investigació
La Xarxa de Periodistas de a Pie s'ha concentrat en qüestions de drets humans i protecció a periodistes, intentant esbrinar periodísticament allò que les institucions mexicanes no han aconseguit esclarir en matèria de justícia social.
Algunes de les investigacions que han realitzat giren al voltant dels assassinats massius de migrants centreamericans com la Massacre de San Fernando de 2011, a Tamaulipas, on van ser assassinats 72 migrants, i la de Cadereyta, a Nuevo León, amb 49 víctimes. La recerca periodística va trobar múltiples errors en la indagació oficial, assenyalant a més la manca de protocols de les autoritats per a tractar els cossos trobats i la repatriació als països d'origen.
| «                      | El 25 d'agost, els 49 restants es van quedar a la Base Naval. Fins i tot aquí, sota la vigilància de les autoritats federals, els cadàvers van romandre exposats a la intempèrie i apilats els uns sobre els altres, mentre que a la funerària alguns van romandre llençats al terra per manca d'espai per a la seva revisió, i altres en bosses de plàstic dins el remolc d'un tràiler, segons el relat de la Comissió Nacional de Drets Humans (CNDH). Com si fossin les restes d'algun animal pudent, coma a mínim 56 cossos van ser ruixats amb calç, fet que va provocar la destrucció de caràcters, ja que la calç viva crema els cossos i accelera la seva descomposició. Les seves famílies tampoc no van poder identificar-los. | » |
| — Periodistas de a Pie | |   |

A través del lloc web «Más de 72», la xarxa també ha anat integrant informació sobre les massacres de migrants a Mèxic i els mecanismes d'impunitat, així com els buits judicials que han permès que s'esclareixin aquests casos. La xarxa també ha fet un treball documental entorn de l'itinerari dels migrants així com sobre la migració infantil. També ha documentat, a través del testimoni de víctimes, les violacions dels drets humans per part de l'exèrcit i la policia.
Pel que fa als riscos de la feina periodística a Mèxic, Periodistas de a Pie va recopilar testimonis de reporters a Veracruz, els quals han abandonat les redaccions dels diaris pel risc que representa exercir la seva professió: «La psicosi s'ha apoderat del periodisme a Veracruz (...) Davant l'èxode massiu de reporters judicials, les taules de redacció no van saber com omplir aquesta secció (...) Ningú no surt a informar des d'aquell 26 de juliol, dia en què es va trobar el cos decapitat de Yolanda Ordaz (...) La investigació i la labor periodística han quedat en segon pla».
Cercadors en un país de desapareguts
El 2017, Periodistas de a Pie van realitzà una sèrie de curts documentals amb testimonis de persones buscant els seus familiars desapareguts a Mèxic. Les històries compliades estan narrades per Mario Vergara, Silvia Ortiz, Ànima Rosa Roig, Maria Herrera, Graciela Pérez, Fernando Oceguera, Guadalupe Contreras, Mirna Medina, Araceli Rodríguez, Alfonso Moreno, Leticia Hidalgo i José Díaz, Navarro. El documental mostra com aquests familiars van esdevenir investigadors, pèrits o antropòlegs, al realitzar funcions que eren competència de l'Estat. A causa de la producció d'aquesta sèrie documental, la Xarxa va obtenir el Premi Gabriel García Márquez de Periodisme en la categoria d'Imatge el 2017.
| «                                                      | És una història que permet expressar la tragèdia dels familiars que busquen els seus desapareguts en el context de violència que afronta Mèxic, però ho fa sense odis. Dona la sensació del que passa en una crua realitat, però en la qual encara es pot fer quelcom per canviar-la. | » |
| — Jurat del Premi Gabriel García Márquez de Periodisme | |   |